# Dimos Kefalonia
Dimos Kefalonia (Kefalonia) är en kommun i Grekland.   Den ligger i prefekturen Nomós Kefallinías och regionen Joniska öarna, i den sydvästra delen av landet, 270 km väster om huvudstaden Aten. Antalet invånare är 34 544. Dimos Kefalonia ligger på ön Kefalonia Island.